# Afrocyarda royi
Afrocyarda royi är en insektsart som beskrevs av Medler 1988. Afrocyarda royi ingår i släktet Afrocyarda och familjen Flatidae. Inga underarter finns listade i Catalogue of Life.